# Jon Barry

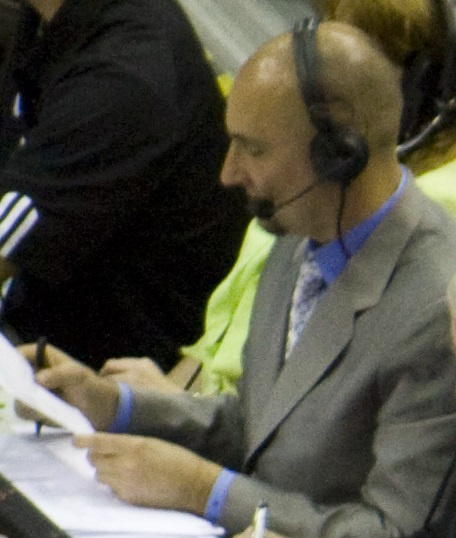
Jon Barry im Jahr 2010

Jon Alan Barry (* 25. Juli 1969 in Oakland) ist ein ehemaliger US-amerikanischer Basketballspieler.

## Laufbahn
Barry spielte bis 1987 an der DeLaSalle High School in Danville (US-Bundesstaat Kalifornien), dann an der University of the Pacific (1987/88), dann am Paris Junior College in Texas (1989/90) sowie am Georgia Institute of Technology (1990 bis 1992). In seinen zwei Spielzeiten bei „Georgia Tech“ erzielte Barry insgesamt 1080 Punkte, machte als Dreierschütze und Passgeber auf sich aufmerksam.
Die Boston Celtics sicherten sich im Draftverfahren der NBA im Jahr 1992 die Rechte am 1,93 Meter großen Aufbauspieler, der in der ersten Auswahlrunde an insgesamt 21. Stelle aufgerufen wurde.
Ohne ein Spiel für Boston bestritten zu haben, wurde Barry Anfang Dezember 1992 an die Milwaukee Bucks abgegeben. Er blieb bis 1995 in Milwaukee und stand in 171 Spielen auf Feld, mehr als für alle anderen NBA-Mannschaften, für die er später spielte. Barry stand im Laufe seiner Karriere auch bei den Golden State Warriors, Atlanta Hawks, Los Angeles Lakers, Sacramento Kings, Detroit Pistons, Denver Nuggets und Houston Rockets unter Vertrag. Seinen besten Punktwert in einer Saison erzielte Barry 2001/02 als Mitglied der Detroit Pistons, als er neun Punkte je Begegnung erzielte. Seine höchste Punktausbeute in einer Partie erreichte er am 23. November 2001 im Spiel gegen Atlanta, als er für Detroit fünf Dreipunktwürfe traf und es insgesamt auf 25 Punkte brachte.
Im Anschluss an seine Spielerlaufbahn wurde Barry als Kommentator und Experte bei Basketballübertragungen im Rundfunk sowie im Fernsehen tätig.
Barry ist der Sohn von Rick Barry und der Bruder von Scooter Barry, Brent Barry und Drew Barry.